# Soe Tjen Marching
Soe Tjen Marching (nacida el 23 de abril de 1971 en Surabaya, Indonesia) es una escritora, académica, activista y compositora de música de vanguardia de Indonesia. 

## Carrera

### Como compositora
En 1998, ganó la competición nacional para Compositores indonesios contemporáneos que organiza la embajada alemana. Sus composiciones se han interpretado en Nueva Zelanda, Indonesia y Japón. Su obra se ha lanzado en el CD Asia Piano Avantgarde - Indonesia, interpretado por el pianista Steffen Schleiermacher. En 2010, su obra ha sido seleccionada como una de las dos mejores composiciones en la competición internacional de música de vanguardia celebrada en Singapur. En su carrera musical, ha sido principalmente autodidacta.

### Como escritora
Marching es también experta en ciencias sociales y escritura creativa. Completó su PhD en la Universidad de Monash en Australia. Su libro, The Discrepancy between the Public and the Private Selves of Indonesian Women ("La discrepancia entre las mitades pública y privada de las mujeres indonesias") fue publicado por The Edwin Mellen Press (2007). También ha ganado varias competiciones de escritura creativa en Australia y ha sido publicada en Australia, los Estados Unidos y el Reino Unido. 
En 2009, Soe Tjen fundó en Indonesia una revista llamada Majalah Bhinneka (Bhinneka Magazine), que promociona el pensamiento crítico sobre cuestiones de género, política y religión. Soe Tjen ha escrito diversos ensayos sobre mujeres, la política de Indonesia y las religiones, tanto en indonesio, como en inglés y en alemán.
Su novela, Mati Bertahun yang Lalu, fue publicada por Gramedia (Yakarta) en noviembre de 2010. Su libro sobre las mujeres indonesias Kisah di Balik Pintu fue publicado por Ombak en 2011 y su libro sobre una mujer que padece cáncer, Kubunuh di Sini, fue publicado por Gramedia en 2013.

## Vida privada
Está casada con Angus Nicholls, un experto en literatura de la Universidad Queen Mary,  Londres. 